# Basket Alcamo 2005-2006
La stagione 2005-2006 del Basket Alcamo è stata la seconda consecutiva disputata in Serie A2 femminile.
La società trapanese si è classificata al nono posto in A2.

## Verdetti stagionali
Competizioni nazionali
- Serie A1:

stagione regolare: 9º posto su 16 squadre (13-17).

## Rosa
| Giocatrici |
| ---------- |

| N° | Naz.              | Ruolo | Sportivo             | Anno | Alt. |  |
| -- | ----------------- | ----- | -------------------- | ---- | ---- |  |
| 4  | Italia (bandiera) | G     | Felicia Di Bari      | 1980 | 170  |  |
| 5  | Italia (bandiera) | P     | Oriana Milazzo       | 1991 | 160  |  |
| 6  | Italia (bandiera) | G     | Marta Paliaga        | 1991 | 171  |  |
| 8  | Italia (bandiera) | PG    | Valeria Carnemolla   | 1982 | 169  |  |
| 9  | Italia (bandiera) | G     | Federica Fazio       | 1984 | 176  |  |
| 10 | Italia (bandiera) | C     | Simona Adorni        | 1975 | 185  |  |
| 11 | Italia (bandiera) | P     | Serena Grimaudo      | 1990 | 168  |  |
| 14 | Italia (bandiera) | AC    | Antonella Buscemi    | 1977 | 186  |  |
| 16 | Italia (bandiera) | G     | Alessandra Ciminelli | 1980 | 170  |  |
| 18 | Italia (bandiera) | G     | Giulia Calabretta    | 1990 | 170  |  |
| 20 | Italia (bandiera) | C     | Vincenza Gaeta       | 1978 | 188  |  |

| Staff tecnico            |
| ------------------------ |
| Allenatore: Maura D'Anna |

| Under aggregate alla prima squadra |
| ---------------------------------- |

| N° | Naz.              | Ruolo | Sportivo            | Anno | Alt. |  |
| -- | ----------------- | ----- | ------------------- | ---- | ---- |  |
|    | Italia (bandiera) | A     | Veronica Adragna    | 1987 | 179  |  |
|    | Italia (bandiera) | A     | Valentina Calvaruso | 1989 | 179  |  |
|    | Italia (bandiera) | P     | Manuela Cottone     | 1988 | 163  |  |
|    | Italia (bandiera) | G     | Maria Mancuso       | 1987 | 170  |  |
|    | Italia (bandiera) | A     | Silvia Celona       | 1990 | 175  |  |

| Giocatrici cedute a stagione in corso |
| ------------------------------------- |

| N° | Naz.              | Ruolo | Sportivo                      | Anno | Alt. |  |
| -- | ----------------- | ----- | ----------------------------- | ---- | ---- |  |
|    | Italia (bandiera) | C     | Silvia Brum (fino al 20 ott.) | 1971 |      |  |

## Statistiche
| Giocatrice                | Partite | Partite | Partite | Pun | Min. | Falli | Falli | Tiri da 2 | Tiri da 2 | Tiri da 2 | Tiri da 3 | Tiri da 3 | Tiri da 3 | Tiri Liberi | Tiri Liberi | Tiri Liberi | Rimbalzi | Rimbalzi | Rimbalzi | Stopp. | Stopp. | Palle | Palle | Ass | Val. | Val. | A+dP |
| Giocatrice                | Pr      | PG      | SF      | Pun | Min. | C     | S     | R         | T         | %         | R         | T         | %         | R           | T           | %           | O        | D        | T        | D      | S      | P     | R     | Ass | Lega | OER  | A+dP |
| ------------------------- | ------- | ------- | ------- | --- | ---- | ----- | ----- | --------- | --------- | --------- | --------- | --------- | --------- | ----------- | ----------- | ----------- | -------- | -------- | -------- | ------ | ------ | ----- | ----- | --- | ---- | ---- | ---- |
| Fazio Federica            | 30      | 30      | 27      | 427 | 1131 | 89    | 119   | 108       | 235       | 46,0      | 31        | 116       | 26,7      | 118         | 153         | 77,1        | 32       | 58       | 90       | 7      | 19     | 95    | 55    | 17  | 265  | 0,82 | -23  |
| Carnemolla Valeria        | 29      | 29      | 27      | 395 | 956  | 113   | 127   | 111       | 208       | 53,4      | 30        | 129       | 23,3      | 79          | 123         | 64,2        | 20       | 61       | 81       | 2      | 8      | 178   | 112   | 66  | 244  | 0,67 |      |
| Buscemi Antonella         | 30      | 30      | 25      | 345 | 1107 | 96    | 108   | 123       | 221       | 55,7      | 9         | 44        | 20,5      | 49          | 85          | 57,6        | 18       | 113      | 131      | 2      | 1      | 78    | 27    | 12  | 281  | 0,77 | -39  |
| Di Bari Felicia           | 30      | 30      | 27      | 285 | 883  | 58    | 60    | 88        | 191       | 46,1      | 21        | 88        | 23,9      | 46          | 69          | 66,7        | 11       | 64       | 75       |        | 5      | 80    | 66    | 14  | 164  | 0,67 |      |
| Adorni Simona             | 29      | 28      | 22      | 189 | 987  | 80    | 92    | 61        | 114       | 53,5      | 7         | 19        | 36,8      | 48          | 73          | 65,8        | 39       | 144      | 183      | 5      | 1      | 47    | 45    | 16  | 312  | 0,75 | 14   |
| Ciminelli Alessandra      | 30      | 30      | 5       | 135 | 583  | 65    | 57    | 36        | 75        | 48,0      | 13        | 43        | 30,2      | 34          | 55          | 61,8        | 11       | 33       | 44       | 2      |        | 47    | 38    | 10  | 84   | 0,61 | 1    |
| Milazzo Oriana Maria Rita | 28      | 23      |         | 34  | 204  | 9     | 10    | 9         | 30        | 30,0      | 3         | 6         | 50,0      | 7           | 9           | 77,8        | 2        | 13       | 15       |        | 3      | 15    | 28    | 6   | 40   | 0,31 | 19   |
| Gaeta Vincenza            | 27      | 20      |         | 21  | 191  | 19    | 10    | 9         | 25        | 36,0      |           |           |           | 3           | 6           | 50,0        | 10       | 35       | 45       | 2      | 2      | 15    | 14    | 1   | 38   | 0,26 |      |
| Calabretta Giulia         | 22      | 2       |         |     | 8    |       |       | 0         | 5         | 0,0       | 1         | 3         | 33,3      |             |             |             |          | 2        | 2        |        |        | 1     | 2     |     | -4   | 0,00 | 1    |
| Paliaga Marta             | 8       |         |         |     |      |       |       |           |           |           |           |           |           |             |             |             |          |          |          |        |        |       |       |     |      | 0,00 |      |
| Grimaudo Serena           | 2       |         |         |     |      |       |       |           |           |           |           |           |           |             |             |             |          |          |          |        |        |       |       |     |      | 0,00 |      |